# Campeonato Sul-Americano de Clubes de Voleibol Feminino de 2025
O Campeonato Sul-Americano de Clubes de Voleibol Feminino de 2025 foi a vigésima quinta edição do torneio organizado anualmente pela Confederação Sul-Americana de Voleibol (CSV), que ocorreu entre os dias 7 e 11 de março de 2025, na Arena UniBH, localizada na cidade de Belo Horizonte. O torneio é classificatório para edição do Campeonato Mundial de Clubes de 2025 com representantes de seis países.
o Praia Clube conquistou seu terceiro título ao derrotar na final o Alianza Lima por 3 sets a 0.Completando o pódio o anfitrião Minas TC conquista a medalha de bronze ao vencer o Estudiantes de La Plata.
A central Adenízia Silva, premiada também em sua função, foi eleita a melhor jogadora (MVP) da competição..

## Direitos de transmissão
As partidas foram transmitidas pelo canal do Youtube Canal Voleysur, também do Canal O Tempo e no site oficial da CSV. As partidas a partir da fase semifinal também foram transmitidas pelo canal fechado SporTV.

## Formato de disputa
Para a classificação dentre dos grupos na primeira fase, o placar de 3–0 ou 3–1 garantiu três pontos para a equipe vencedora e nenhum para a equipe derrotada; já o placar de 3–2 garantiu dois pontos para a equipe vencedora e um para a perdedora.
As duas equipes melhores classificadas de cada grupo na fase classificatória avançaram para as semifinais, desta fase se definiu a disputa final pelo título e a disputa do terceiro lugar,enquanto os terceiros colocados disputaram o quinto lugar na classificação final.

## Participantes
As seguintes equipes foram qualificadas para a disputa do Campeonato Sul-Americano de Clubes de 2025:
| Equipe                  | País      | Forma de Classificação                                                          | Títulos                          |
| ----------------------- | --------- | ------------------------------------------------------------------------------- | -------------------------------- |
| Minas TC                | Brasil    | Representante da cidade-sede e Campeão da Superliga Brasileira A 2023–24        | 5 (2018, 2019, 2020, 2022, 2024) |
| Praia Clube             | Brasil    | Campeão da Copa Brasil de 2024 e Vice-Campeão da Superliga Brasileira A 2023–24 | 2 (2021, 2023)                   |
| Alianza Lima            | Peru      | Campeão do Campeonato Peruano de 2023–24                                        | 0 (não possui)                   |
| San Martín              | Bolívia   | Campeão do Campeonato Boliviano de 2024                                         | 0 (não possui)                   |
| Atlético Barbato        | Uruguai   | Vice-campeão da Super Liga Uruguaia de 2024                                     | 0 (não possui)                   |
| Estudiantes de La Plata | Argentina | Vice-Campeão da Liga Argentina de 2024                                          | 0 (não possui)                   |
| Deportivo Murano        | Chile     | Campeão da Liga Chilena de 2024                                                 | 0 (não possui)                   |

## Fase classificatória

### Grupo A
Classificação
|  |                                                    |
|  | Equipes classificadas para as semifinais           |
|  | Equipe classificada para a disputa do quinto lugar |

|     |                         |     | Jogos | Jogos | Jogos | Resultados | Resultados | Resultados | Resultados | Resultados | Resultados | Sets | Sets | Sets  | Pontos | Pontos | Pontos |
| Pos | Equipe                  | Pts | T     | V     | D     | 3–0        | 3–1        | 3–2        | 2–3        | 1–3        | 0–3        | V    | P    | R     | V      | P      | R      |
| --- | ----------------------- | --- | ----- | ----- | ----- | ---------- | ---------- | ---------- | ---------- | ---------- | ---------- | ---- | ---- | ----- | ------ | ------ | ------ |
| 1   | Minas TC                | 6   | 2     | 2     | 0     | 2          | 0          | 0          | 0          | 0          | 0          | 6    | 0    | MAX   | 150    | 73     | 2.055  |
| 2   | Estudiantes de La Plata | 3   | 2     | 1     | 1     | 0          | 1          | 0          | 0          | 0          | 1          | 3    | 4    | 0.750 | 143    | 156    | 0.917  |
| 3   | Deportivo Murano        | 0   | 2     | 0     | 2     | 0          | 0          | 0          | 0          | 1          | 1          | 1    | 6    | 0.167 | 110    | 174    | 0.632  |

Resultados
| 7 de março de 2025 20:00 Relatório | Minas TC | 3 — 0             | Deportivo Murano | Arena UniBH , Belo Horizonte |
| 7 de março de 2025 20:00 Relatório | 25       | Set 1 Set 2 Set 3 | 10 9 10          | Arena UniBH , Belo Horizonte |

| 8 de março de 2025 20:00 Relatório | Minas TC | 3 — 0             | Estudiantes de La Plata | Arena UniBH , Belo Horizonte |
| 8 de março de 2025 20:00 Relatório | 25       | Set 1 Set 2 Set 3 | 12 18 14                | Arena UniBH , Belo Horizonte |

| 9 de março de 2025 18:00 Relatório | Estudiantes de La Plata | 3 — 1                   | Deportivo Murano | Arena UniBH , Belo Horizonte |
| 9 de março de 2025 18:00 Relatório | 25 24 25                | Set 1 Set 2 Set 3 Set 4 | 18 26 22 15      | Arena UniBH , Belo Horizonte |

### Grupo B
Classificação
|  |                                                    |
|  | Equipes classificadas às semifinais                |
|  | Equipe classificada para a disputa do quinto lugar |

|     |                  |     | Jogos | Jogos | Jogos | Resultados | Resultados | Resultados | Resultados | Resultados | Resultados | Sets | Sets | Sets  | Pontos | Pontos | Pontos |
| Pos | Equipe           | Pts | T     | V     | D     | 3–0        | 3–1        | 3–2        | 2–3        | 1–3        | 0–3        | V    | P    | R     | V      | P      | R      |
| --- | ---------------- | --- | ----- | ----- | ----- | ---------- | ---------- | ---------- | ---------- | ---------- | ---------- | ---- | ---- | ----- | ------ | ------ | ------ |
| 1   | Alianza Lima     | 9   | 3     | 3     | 0     | 2          | 1          | 0          | 0          | 0          | 0          | 9    | 1    | 9,000 | 242    | 148    | 1.635  |
| 2   | Praia Clube      | 6   | 3     | 2     | 1     | 2          | 0          | 0          | 0          | 1          | 0          | 7    | 3    | 2.333 | 238    | 161    | 1.478  |
| 3   | Atlético Barbato | 2   | 3     | 1     | 2     | 0          | 0          | 1          | 0          | 0          | 2          | 3    | 8    | 0.375 | 175    | 251    | 0.697  |
| 4   | San Martín       | 1   | 3     | 0     | 3     | 0          | 0          | 0          | 1          | 0          | 2          | 2    | 9    | 0.222 | 163    | 258    | 0.632  |

Resultados
| 7 de março de 2025 15:30 Relatório | Alianza Lima | 3 — 0             | San Martín | Arena UniBH , Belo Horizonte |
| 7 de março de 2025 15:30 Relatório | 25           | Set 1 Set 2 Set 3 | 9 7        | Arena UniBH , Belo Horizonte |

| 7 de março de 2025 18:00 Relatório | Praia Clube | 3 — 0             | Atlético Barbato | Arena UniBH , Belo Horizonte |
| 7 de março de 2025 18:00 Relatório | 25          | Set 1 Set 2 Set 3 | 11 8             | Arena UniBH , Belo Horizonte |

| 8 de março de 2025 15:30 Relatório | Alianza Lima | 3 — 0             | Atlético Barbato | Arena UniBH , Belo Horizonte |
| 8 de março de 2025 15:30 Relatório | 25           | Set 1 Set 2 Set 3 | 9 12 16          | Arena UniBH , Belo Horizonte |

| 8 de março de 2025 18:00 Relatório | Praia Clube | 3 — 0             | San Martín | Arena UniBH , Belo Horizonte |
| 8 de março de 2025 18:00 Relatório | 25          | Set 1 Set 2 Set 3 | 12 15 12   | Arena UniBH , Belo Horizonte |

| 9 de março de 2025 15:30 Relatório | San Martín     | 2 — 3                         | Atlético Barbato | Arena UniBH , Belo Horizonte |
| 9 de março de 2025 15:30 Relatório | 21 25 19 25 11 | Set 1 Set 2 Set 3 Set 4 Set 5 | 25 21 25 22 15   | Arena UniBH , Belo Horizonte |

| 9 de março de 2025 20:00 Relatório | Praia Clube | 1 — 3                   | Alianza Lima | Arena UniBH , Belo Horizonte |
| 9 de março de 2025 20:00 Relatório | 23 25 20    | Set 1 Set 2 Set 3 Set 4 | 25 17 25     | Arena UniBH , Belo Horizonte |

## Fase final

### Chaveamento final
|  | Semifinais              | Semifinais  |                     |   | Final | Final |
|  |                         |             |                     |   |       |       |
|  | 10 de março - 16:00     |             |                     |   |       |       |
|  |                         |             |                     |   |       |       |
|  | Alianza Lima            | 3           |                     |   |       |       |
|  | Alianza Lima            | 3           | 11 de março - 14:00 |   |       |       |
|  | Estudiantes de La Plata | 0           |                     |   |       |       |
|  | Estudiantes de La Plata | 0           | Alianza Lima        | 0 |       |       |
|  | 10 de março - 18:30     |             | Alianza Lima        | 0 |       |       |
|  |                         | Praia Clube | 3                   |   |       |       |
|  | Minas TC                | Praia Clube | 3                   | 2 |       |       |
|  | Minas TC                |             |                     | 2 |       |       |
|  | Praia Clube             | 3           |                     |   |       |       |
|  | Praia Clube             | 3           | Terceiro lugar      |   |       |       |
|  |                         |             |                     |   |       |       |
|  | 11 de março - 21:00     |             |                     |   |       |       |
|  |                         |             |                     |   |       |       |
|  | Minas TC                | 3           |                     |   |       |       |
|  | Minas TC                | 3           |                     |   |       |       |
|  | Estudiantes de La Plata | 0           |                     |   |       |       |

### Disputa pelo 5º lugar
| 10 de março de 2025 13:30 Relatório | Deportivo Murano | 2 — 3                         | Atlético Barbato | Arena UniBH , Belo Horizonte |
| 10 de março de 2025 13:30 Relatório | 25 18 15 25 14   | Set 1 Set 2 Set 3 Set 4 Set 5 | 21 25 21 16      | Arena UniBH , Belo Horizonte |

### Semifinais
| 10 de março de 2025 16:00 Relatório | Alianza Lima | 3 — 0             | Estudiantes de La Plata | Arena UniBH, Belo Horizonte |
| 10 de março de 2025 16:00 Relatório | 25           | Set 1 Set 2 Set 3 | 18 19 9                 | Arena UniBH, Belo Horizonte |

| 10 de março de 2025 18:30 Relatório | Minas TC   | 2 — 3                         | Praia Clube | Arena UniBH , Belo Horizonte |
| 10 de março de 2025 18:30 Relatório | 25 23 19 7 | Set 1 Set 2 Set 3 Set 4 Set 5 | 21 11 25 15 | Arena UniBH , Belo Horizonte |

### Disputa pelo 3º lugar
| 11 de março de 2025 14:00 Relatório | Minas TC | 3 — 0             | Estudiantes de La Plata | Arena UniBH , Belo Horizonte |
| 11 de março de 2025 14:00 Relatório | 25       | Set 1 Set 2 Set 3 | 14 5 16                 | Arena UniBH , Belo Horizonte |

### Final
| 11 de março de 2025 21:00 Relatório | Alianza Lima | 0 — 3             | Praia Clube | Arena UniBH , Belo Horizonte |
| 11 de março de 2025 21:00 Relatório | 15 12 19     | Set 1 Set 2 Set 3 | 25          | Arena UniBH , Belo Horizonte |

## Classificação final
| Posição | Equipe                  | Classificação                        |
| ------- | ----------------------- | ------------------------------------ |
|         | Praia Clube             | Campeonato Mundial de Clubes de 2025 |
|         | Alianza Lima            | Campeonato Mundial de Clubes de 2025 |
|         | Minas TC                |                                      |
| 4       | Estudiantes de La Plata |                                      |
| 5       | Atlético Barbato        |                                      |
| 6       | Deportivo Murano        |                                      |
| 7       | San Martín              |                                      |

## Premiações
| Campeonato Sul-Americano de Clubes de 2025 |
| Brasil                                     |
| ------------------------------------------ |
| Praia Clube Campeão (3.º título)           |

### Individuais
A seleção do campeonato foi composta pelas seguintes jogadoras:
- MVP (Most Valuable Player):  Adenízia Silva (PC)